# Gellu Naum
Gellu Naum (1. srpna 1915 Bukurešť – 29. září 2001 Bukurešť) byl rumunský spisovatel, který vydal více než patnáct knih. Jeho otcem byl básník Andrei Naum (1875-1917). Jeho manželkou byla malířka Lygia Naum, které věnoval román Zenobia.
Vystudoval filozofii na Bukurešťské univerzitě. Ve studiu pokračoval v Paříži, kde se seznámil s Victorem Braunerem a André Bretonem. Po návratu do Rumunska založil v roce 1941 surrealistickou skupinu. Po nástupu komunistického režimu mohl publikovat pouze dětskou literaturu a překlady. Přeložil do rumunštiny Jacquese Préverta, Victora Huga, Juliena Gracqa, Samuela Becketta, Franze Kafku a další autory. Po roce 1989 působil na Humboldtově univerzitě v Berlíně.